# Forrasztás

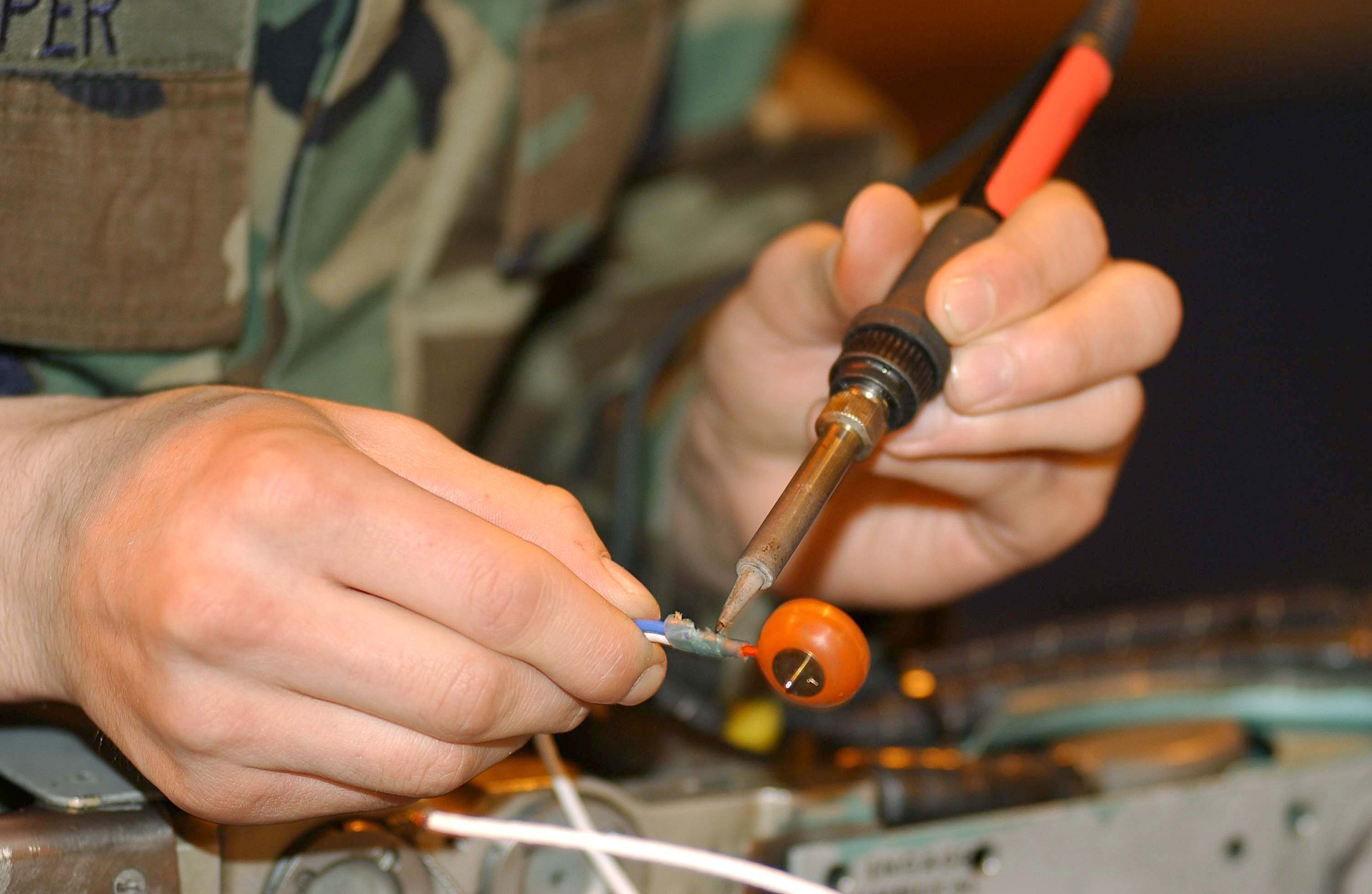
Forrasztás elektromos pákával

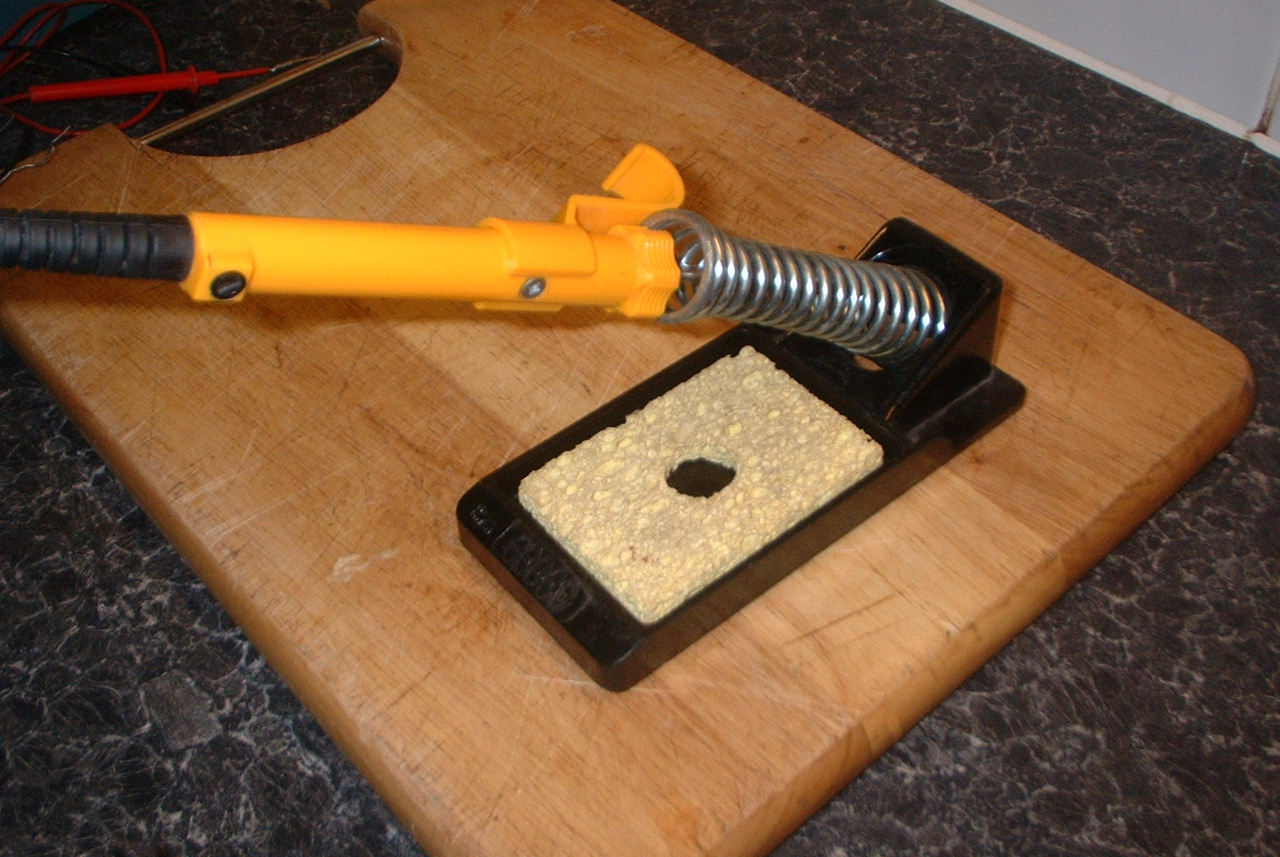
Forrasztó munkaállomás elektromos pákával

Forrasztással – a hegesztéshez hasonlóan – fémek között oldhatatlan kötést lehet készíteni. A forrasztás a diffúziós kötés egyik fajtája, a kötést azonban a hegesztéssel ellentétben az alapanyagok megolvadása nélkül lehet létrehozni. Éppen ebből adódik az előnye: a készremunkált alkatrészek lényeges alakváltozás nélkül köthetők össze. További előnye, hogy kisméretű tömegcikkek forrasztása könnyen gépesíthető, automatizálható. Fontos felhasználási területe az elektronikai-elektrotechnikai forrasztás.
A forrasztás mindig egy, az alapanyagtól különböző, kisebb olvadáspontú anyaggal – forraszanyaggal – történik. Igen jól forrasztható valamilyen fémmel egy alapanyag akkor, ha a forraszanyag és az alapfém a forrasztás hőmérsékletén oldják egymást. Például a réz az ezüstöt oldja, így a réz ezüsttel jól forrasztható. Ezzel szemben sem az ezüst a vasat, sem a vas az ezüstöt nem oldja, a vas az ezüsttel mégis jól forrasztható. Ez az utóbbi példa arra mutat, hogy a forrasztás adhéziós jellegű kötés, amely a határfelületeken lévő atomok kohéziós kapcsolatából jön létre. Forrasztáskor a diffúziós jelenségek ugyan szerepet játszanak, de nem képezik a forraszthatóság feltételét. A forrasztáshoz a forraszanyagokon kívül hőforrás is szükséges.

## Forraszanyagok
Forrasztáskor a szilárd állapotban maradó fém felülete tiszta kell legyen, a forraszanyagnak nem szabad olyan nem fémes szennyezéseket tartalmazni, amelyek a fémes kötést akadályoznák. Az olyan fém, amely könnyen oxidálódik, és felületén stabil oxidréteg keletkezik, forraszanyagnak csak kivételes esetben alkalmas. A forrasztás másik fontos követelménye, hogy a forraszanyag jól nedvesítse a forrasztandó felületet. Ez alatt azt kell érteni, hogy a forraszanyagnak jelentősebb túlhevítés nélkül könnyen szét kell terülnie az alapfém felületén.
Forrasztás céljára sokféle fém használható, alapvető követelmény azonban, hogy a forraszanyag az alapanyagnál kisebb olvadáspontú legyen. Mivel a vas (acél) a technikailag leginkább elterjedt fém, a forraszanyagokat a vas szempontjából szokás csoportosítani. Ebből a szempontból megkülönböztetnek:
- lágyforraszokat és
- keményforraszokat.

A lágyforraszok közé tartozik az ón (Sn, olvadáspontja 231,9 °C) a bizmut (Bi, 271,3 °C), a kadmium (Cd, 320,9 °C), az ólom (Pb, 327,4 °C), és a cink (Zn, 419,4 °C), valamint ezek ötvözetei. A keményforraszok az ezüst (Ag, 960 °C), az arany (Au, 1063 °C) és a réz (Cu, 1083 °C), valamint ötvözeteik. Az alumínium (Al) és a magnézium (Mg) gyorsan oxidálódnak, ezért forraszanyagként való alkalmazásuk csak kivételes esetben jöhet szóba.

## A forrasztás hőforrásai

### A forrasztópáka
A lágyforrasztáshoz hőforrásként legtöbbször a forrasztópákát használják. A forrasztópákákat változatos formákban készítik. Az egyik pákakialakítás egy nyéllel ellátott réztömb. A réznek nagyon jó a hővezető képessége és nagy a hőkapacitása, így a fejben tárolt hőmennyiséggel a forrasztóanyag megolvasztható. Az ilyen rendszerű forrasztópákákat kisméretű kályhákban szokás felmelegíteni. A kályha bármilyen fűtésű lehet, gyakran egyszerű gázláng. A folyamatos munkához villamos forrasztópákát szokás alkalmazni, amelynél a fejben elhelyezett ellenállásfűtéssel történik annak hevítése.
A pákával való forrasztást csak kis olvadáspontú lágyforraszokhoz lehet alkalmazni. Kisebb tárgyak tömeges forrasztására a kemencében való forrasztást alkalmazzák. Ez az eljárás egyaránt használható lágy- és kemény forrasztáshoz. A forrasztandó tárgyakat a kívánt felületen bevonják a forraszanyaggal (például folyékony forraszanyagba való bemártással), a felületeket összeillesztik és összeszorítják. Az így előkészített munkadarabokat áthúzó kemencében forrasztják össze. Hőforrásként a nagyfrekvenciás indukciós melegítés is alkalmazható. A sorozatgyártásban előnyösen használható a villamos ellenállásfűtés. Ezt az eljárást használják például a forgácsolószerszámok gyorsacél- vagy keményfémlapkáinak felforrasztásához.

### A forrasztópisztoly
Keményforrasztáshoz hegesztőpisztolyt szokás használni, de a forrasztáshoz nem szükséges olyan nagy hőmérséklet, mint a hegesztéshez. Léteznek külön forrasztópisztolyok is, amelyek a hegesztőpisztolyokhoz hasonlóan gázlánggal működnek, azonban a lángjuk kisebb hőmérsékletű és kevésbé „kemény”.

### A forrasztólámpa
A forrasztólámpa egy speciális benzinlámpa, amit hordozhatósága miatt a bádogosok használnak előszeretettel a páka, vagy közvetlenül a forrasztandó darabok melegítésére.

## Folyatószerek
Forrasztáskor a folyatószerek feladata kettős. Egyrészt megtisztítják a felületet a szennyezőktől, másrészt megvédik a forrasztás helyét a forrasztási hőmérsékleten bekövetkező oxidációtól. (A folyatószerek használata nem helyettesíti a felületek gondos tisztítását).
A folyatószerek kiválasztásakor lényeges szempont, hogy lágy- vagy keményforrasztáshoz kell-e őket alkalmazni. A folyatószerekkel szemben támasztott követelmények közül az a legfontosabb, hogy kisebb olvadáspontúak legyenek, mint a forraszanyagok. A legtöbb folyatószer kloridvegyület, amelyek a fémoxidokat fémkloridokká alakítják át. Ezek már elég kis olvadáspontúak ahhoz, hogy a lágyforrasztás hőmérsékletén hígfolyósak legyenek. Lágyforrasztáshoz a gyakorlatban legjobban bevált folyatószer a cink-klorid és ammónium-klorid elegye. Ezek meglehetősen radikális korrozív anyagok, amelyeket a forrasztás után maradéktalanul el kell távolítani. A keményforrasztáshoz bóraxot vagy öbusszát használnak.
Elektronikai forrasztáskor általában fenyőgyantát (kolofónium) használnak folyatószernek. A gyantából, a forrasztás hőfokán elbomolva, kellemes illatok mellett gyenge sav képződik, amely a forrasztás során a dezoxidációt elvégezve maradéktalanul eltűnik, így a felületről nem szükséges külön eltávolítani.

## A forrasztott kötések
A forrasztott kötések elkészítésekor is érvényes az a szabály, hogy minél egyszerűbb a kötés, annál megbízhatóbb. A forrasztott kötéseket legcélszerűbb tompa illesztéssel készíteni, de gyakori az átlapolt és a peremezett kötés alkalmazása is. Főleg vékony lemezek forrasztásakor szokás olyan kötést alkalmazni, amely megnagyobbítja az érintkező területeket, és már önmagában, forrasztás nélkül is bizonyos fokú szilárdságot biztosít.
A forrasztott kötések szilárdságát magából a forraszanyag szilárdságából nem lehet megítélni. A forraszanyagokat ugyanis általában húzott vagy hengerelt minőségben használják. Az ilyen anyagok szilárdsága és nyúlása nem hasonlítható össze a forrasztás helyén keletkezett, öntött állapotú anyag szilárdságával és nyúlásával. Ezenkívül a forrasztás szilárdsága nagymértékben függ a forraszanyag mennyiségétől is. Mindezek figyelembevételével forrasztott kötéseket önmagukban ritkán alkalmaznak szilárdsági igénybevételnek kitett helyeken. A szilárdságnál általában fontosabb a kötés villamos vezetőképessége vagy korrózióállósága.